# Jānis Āzacis
Jānis Āzacis (8 maggio 1971) è un ex cestista lettone.

## Carriera
Con la Lettonia ha disputato due edizioni dei Campionati europei (1993, 1997).